# Yamamoto Tsuyoshi
Tsuyoshi Yamamoto (sinh ngày 13 tháng 2 năm 1973) là một cầu thủ bóng đá người Nhật Bản.

## Sự nghiệp câu lạc bộ
Tsuyoshi Yamamoto đã từng chơi cho Verdy Kawasaki.